# Acanthascus
Acanthascus är ett släkte av svampdjur. Acanthascus ingår i familjen Rossellidae.

## Dottertaxa tillAcanthascus, i alfabetisk ordning[1]
- Acanthascus affinis
- Acanthascus alani
- Acanthascus arcticus
- Acanthascus asper
- Acanthascus australis
- Acanthascus baculifer
- Acanthascus bidentatus
- Acanthascus borealis
- Acanthascus cactus
- Acanthascus capillatus
- Acanthascus celebesianus
- Acanthascus dawsoni
- Acanthascus dowlingi
- Acanthascus entacanthus
- Acanthascus fasciculatus
- Acanthascus fuca
- Acanthascus glaber
- Acanthascus hamatus
- Acanthascus heteractinus
- Acanthascus heteraster
- Acanthascus microchetus
- Acanthascus mirabilis
- Acanthascus mollis
- Acanthascus monstraster
- Acanthascus nodulosus
- Acanthascus pachyderma
- Acanthascus platei
- Acanthascus pleorhaphides
- Acanthascus plumodigitatus
- Acanthascus roeperi
- Acanthascus rugocruciatus
- Acanthascus solidus
- Acanthascus tener
- Acanthascus tenuis
- Acanthascus tubulosus
- Acanthascus unguiculatus
- Acanthascus victor